# 포 FC
포 풋볼 클럽(( 프랑스어: [po futbol klœb], Bearnese [paw futbɔl klub] )), 일반적으로 포 FC프랑스어: [po ɛf se]()로 알려진 이 구단은 프랑스 남서부 베아른 지역의 중심 도시 포를 연고로 하는 프로 축구 클럽이다. 포 FC는 누스테 캄프를 홈구장으로 사용하며, 프랑스 축구 리그 시스템의 2부 리그인 리그 2에 참가하고 있다.
클럽의 별칭은 레 메이나(Les Maynats)이며, 기원은 포 시의 마욜리스 지구에 자리 잡은 가톨릭 교구 후원회인 블뢰에 드 노트르담(Bleuets de Notre-Dame)까지 거슬러 올라간다. 이 후원회는 1920년에 공식 창립되었으며, 1958–59 시즌 당시 프랑스 아마추어 리그 최고 단계까지 올라서면서 단순한 지역 클럽을 넘어선 스포츠 단체로 평가받았다. 이에 따라 당시 교구 당국은 해당 팀을 분리·독립시키기로 결정하였고, 초대 회장인 호세 비드갱(José Bidegain)의 지도 아래 1959년 포 축구 클럽(F.C. Pau)이 창단되었다. 1960년대에는 스타드 뒤 아모에 정착하면서 프로화를 지향하게 되었다.
하지만 반복되는 재정난으로 인해 포 시청의 지원이 필요했고, 결국 구단은 강등을 거듭하며 남서부 지역 리그로 돌아가야 했다. 1990년대에는 리그 2 승격을 노리며 무리한 투자가 이어졌지만, 1995년 재정 파산과 함께 프랑스 4부 리그까지 강등되었다.
이후 구단은 전 선수 출신인 베르나르 라포르트-프라이와 조엘 로페즈의 지도 아래 재정비되었고, 현재의 명칭인 '포 풋볼 클럽'으로 재출범했다. 재정 건전화를 이룬 포 FC는 2007년까지 프랑스 3부 리그에 안정적으로 머물렀지만, 이후 강등과 행정적 위기를 겪으며 2016–17 시즌 까지 3부 리그로의 복귀가 지연되었다.
2019년, 창단 59주년을 맞이한 포 FC는 역사상 최초로 자체 홈구장인 누스테 캄프 를 개장하며 새로운 전기를 맞았다.
주요 성과로는 2019–20 시즌 프랑스 3부 리그 우승 및 리그 2 승격이 있으며, 샹피오나 나시오날 2(4부 리그)에서는 1998년과 2016년 두 차례 우승을 차지했다. 또한 남서부 리그에서는 1958년과 1968년에 지역 챔피언에 올랐다.
리그 2 승격 이후 포 FC는 프랑스 축구 리그 시스템 내에서 입지를 다지기 위해 지속적으로 노력하고 있다.

## 우승 기록
2020년 샹피오나 나시오날 우승, 1998년과 2016년 샹피오 나시오날 2 두 번 우승, 1958년과 1968년 French South-West League 우승이 있다.

## 선수 명단

### 현역
참고: FIFA 자격 규정에 따라 소속된 국가대표팀 국기를 표시합니다. 선수는 복수의 FIFA 비회원국 국적을 가지고 있을 수 있습니다.
| 번호 | 포지션 | 국적         | 이름          |
| ---- | ------ | ------------ | ------------- |
| 27   | FW     | 부르키나파소 | 마마디 방그레 |
| 40   | GK     | 알제리       | 메흐디 자닌   |

| 번호 | 포지션 | 국적 | 이름              |
| ---- | ------ | ---- | ----------------- |
| 77   | GK     |      | 타오 파라도프스키 |

## 역대 감독
| 감독        | 임기        |
| ----------- | ----------- |
| 르네 지라르 | 1996 ~ 1997 |